# Jean-Michel Simonella
Jean-Michel Simonella est un footballeur français, né le 27 mars 1962 à Toulouse.
Formé à l'INF Vichy, il rejoint en 1982 le Nîmes Olympique ou il joue d'abord avec la réserve. Sur le banc lors de la saison de D1 1983-1984, il ne s'impose pas non plus dans les cages nîmoises la saison suivante malgré la descente du club en 2e division.
Il quitte donc le club pour rallier le Istres Sports, lui aussi en D2. Après deux saisons en Provence, il s'engage avec les Chamois niortais, avant de rejoindre en 1991 le SAS Épinal, encore en D2.